# 正義魔人的爭議
《正義魔人》是阿特利執導的2017年印度泰米爾語電影，引發了諸多爭議。首個問題是片名遭人提起訴訟。雙重課稅問題導致泰米爾電影製片人委員會罷工，導致本片上映面臨困難。之後，電影的審查一度受阻。《正義魔人》上映後，遭到包括印度人民黨和當時執政的全印安納達羅毗荼進步聯盟政府在內的多個組織的批評，他們反對片中維杰批評新上路的商品及服務稅橋段，還有其他角色對數位印度計畫的嘲笑。印度人民黨要求必須刪除，以免觀眾在未來觀看。印度醫學協會和其他幾家醫學協會呼籲抵制本片，他們批評電影嘲諷了公立醫院的醫生。印度多個反對黨和電影界譴責，印度人民黨等組織的行為是在打壓印度的言論自由。

## 片名
AR電影工廠（AR Film Factory）的A·拉金德蘭（A. Rajendran）提起訴訟，稱自己在2014年向泰米爾電影製片人委員會註冊了片名，認為電影名稱的相似可能會影響自己電影的前景。馬德拉斯高等法院對使用作為本片名稱的製片商泰安達爾製片室有限公司發出了臨時禁令。《正義魔人》團隊為了應對法院的限制，決定將片名改為，但製片人決定保留原來的標題。2017年10月6日，高等法院駁回了拉金德蘭的請求，《正義魔人》團隊得以保留片名所有權。

## 上映影響

### 泰米爾電影製片人委員會罷工
2017年9月27日，泰米爾納德邦政府除了中央政府徵收的28%的商品及服務稅外，還規定對泰米爾電影徵收10%的地方機構娛樂稅，非泰米爾電影則徵收20%的稅。此決定遭到了泰米爾電影放映商及發行商的批評，泰米爾電影製片人委員會更為此宣布，在雙重徵稅糾紛解決前，將從10月6日起停止發行新電影。PVR戲院和Inox Multiplex戲院等多家連鎖戲院自10月3日起停止在欽奈戲院放映電影，以表達抗議。雖然製片人仍持續宣傳《正義魔人》將在2017年10月18日（排燈節）上映，但影迷們感到焦慮，好奇電影是否會如期上映，或選擇延期。在政府同意將娛樂稅降至8%後，罷工於2017年10月13日取消。泰米爾電影製片人委員會主席維沙爾（Vishal）澄清外界疑慮，《正義魔人》仍如期上映，是罷工後上映的首部電影。連鎖戲院仍繼續罷工，《正義魔人》難以如期在PVR與Inox上映，直到戲院於2017年10月24日撤回罷工計畫，並於當天上映了本片。電影上映前，維杰會見了首席部長埃達帕迪·K·帕拉尼斯瓦米，感謝政府降低娛樂稅，但被媒體認為，此會面的真正目的是為了解決本片的上映困境。

### 審查問題
2017年10月12日，印度動物福利委員會（AWBI）拒絕批准本片獲得无异议证明（NOC），原因是劇組在未經許可的情況下使用部分動物。此舉導致中央電影認證委員會拒絕審查。審查委員會的官員表示，電影製作中使用的某些動物是活物，而非使用電腦圖形，片方為此與AWBI接洽，請求授予NOC。但因劇組未能提供必要的文件，批准被拒絕。片方為了AWBI，還剪輯了兩場有爭議的橋段。10月16日，AWBI認定本片已提交了必要的文件，得以過審，而向電影頒發了NOC。據NOC證書，電影使用了超過110隻動物。

## 政治爭議
《正義魔人》上映後，片中表達的幾種觀點遭到了各組織的反對。維杰飾演的主角在片中批評了新上路的商品及服務稅，加上也有角色嘲笑了數位印度計畫，印度政府執政黨印度人民黨與當時執政的全印安納達羅毗荼進步聯盟對此提出了異議。印度人民黨要求將這些橋段從電影中刪除，以將刪減後的版本供日後觀眾觀看。批評者包括黨員塔米利賽·桑德拉拉詹和H·拉賈；H·拉賈發布了一條有爭議的推文，當中提到了維杰的宗教信仰，並貼出了該演員的選舉ID卡，認為這是維杰針對印度人民黨的「仇恨之舉」。

### 印度醫學協會的抗議
泰米爾納德邦政府醫生協會（Tamilnadu Government Doctors Association）等多個醫療協會譴責，電影對公家醫院工作的醫生塑造得過於刻薄。印度醫學協會的醫生們計劃抵制該片，並在盜版網站上分享《正義魔人》的連結，希望給製片方造成經濟損失。

### 反應
反對派政黨及泰米爾電影界的其他名人認為這些行為是打壓言論自由。政客夏希·塔魯爾譴責印度人民黨針對《正義魔人》的行為等同於侵犯民主權利。拉吉尼坎特、卡茂爾·哈桑、威薩爾、維傑·西圖帕提、阿爾溫德·史瓦米和库西卜·森达尔紛紛對《正義魔人》表態支持本片，並稱讚維杰及劇組「在電影中勇於解決社會問題」。 2017年10月23日，在威薩爾表態支持本片後，他的製片公司辦公室遭到商品及服務稅情報機構的突擊搜查，但官員聲稱，他們與這部電影無關，此行動只是監控源頭扣稅違規行為的例行程序。
H·拉賈在網上觀看本片後，批評了審查委員會官員對電影的認證，要求將他們撤職。10月22日觀看本片放映的審查委員會成員高塔蜜聲稱：「《正義魔人》已獲得公正的審查證書，片的對白中並未誤解商品及服務稅，要求刪除這些橋段是對言論自由明目張膽的威脅。」南印度電影商會致函資訊與廣播部部長絲米蒂·伊拉尼，要求對在網上看盜版電影的H·拉賈採取行動。
圍繞《正義魔人》的爭議影響了本片的泰盧固語版本（名為），因審查問題電影的原定上映日從2017年10月27日延期至2017年11月9日。審查委員會主席普拉宋·约希最終批准了泰盧固語版本，未進行任何刪減。製片方在電影的電視首播中，將令人反感的橋段進行更改、刪減。

## 財務糾紛
本片雖然據稱票房約25億盧比，但泰安達爾製片室因製作成本高昂而不得不申請破產。本片的社群媒體宣傳損失約6億盧比，有資料顯示，阿特利在拍片時超支，還收取了不合理的酬勞，但G·達南傑揚認為，本片對泰米爾納德邦所有發行商而言可謂有利可圖，製片人穆拉利·拉馬薩米（Murali Ramaswamy）也是如此。2018年11月，參與此項目的加拿大魔術師拉曼·夏爾馬指責泰安達爾製片室欠款，更嚴厲批評該公司的不專業行為。8月，夏爾馬的團隊向製片商發出了法律通知，要求根據2016年破產法支付剩餘款項。圍繞製片公司的財務糾紛導致製片人擱置了所有即將推出的項目：特別是大預算電影《桑加米特拉》（Sangamithra，由桑德爾·C執導）；丹努什與卡錫克·蘇布拉合作的電影；A·R·拉赫曼的虛擬實境電影《麝香》以及其他作品；已經完成的《神的話》（Iravaakaalam）仍遲遲無法上映。

## 備註
1. ↑  該項目後來被交易給YNOT製片室（英语：YNOT Studios），成為2021年上映的《黑白世界（英语：Jagame Thandhiram）》[63]。